# Музей старожитностей Таврійської вченої архівної комісії
Музей старожитностей Таврійської вченої архівної комісії — один з двох дореволюційних музеїв Сімферополя.

## Історія
Почав свою діяльність 1 січня 1889 року за рішенням Таврійських губернських дворянських зборів. Вирішальну роль у його організації й поповненні колекцій відіграла Таврійська губернська вчена архівна комісія, яка відразу ж по своєму заснуванні (1887) ухвалила рішення про утворення в Сімферополі музею старожитностей.
Основу зібрання нового закладу склали колекції археологічних й інших пам'яток Історико-географічного музею Сімферопольської чоловічої гімназії. Значну підтримку музеєві ТВАК надала Імператорська археологічна комісія, за рішенням якої до його фондів надходили знахідки з розкопок навколишніх територій. Важливим джерелом поповнення музею були також закупки коштом вченої комісії, археологічні розкопки переважно античних міст Північного Причорномор'я: Неаполя Скіфського, Херсонеса Таврійського, Пантікапея, пожертви від приватних осіб. Найбільший внесок зробив голова комісії О. Стевен, за ініціативою якого музею було виділено приміщення в будинку губернських дворянських зборів.
Наприкінці 1889 року в ньому зберігалися 965 предметів (за іншими даними — понад 1500). До завдання музею входило також збирання предметів старовини, давніх рукописів і документів, письмових свідчень про історію та пам'ятки краю. Першим його хранителем був місцевий краєзнавець А. Кашпар.
1897 року було відкрито відділення Музею старожитностей ТВАК у Бахчисараї, де експонувалися переважно етнографічні пам'ятки кримськотатарського населення. 1921 року зібрання музею ТВАК, що на той час налічувало близько 7 тис. пам'яток, було передано до новоутвореного Центрального музею Тавриди.